# Pfenig

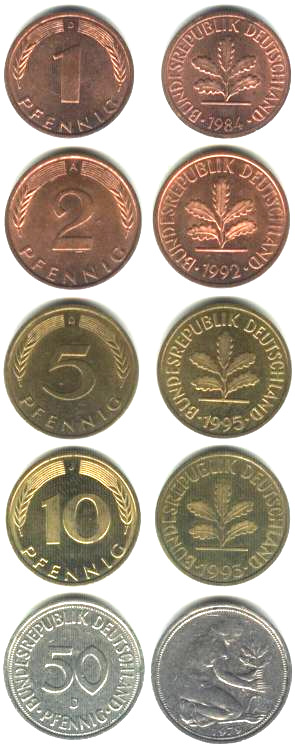
Pfenigi

Pfenig (în germană Pfennig) a fost moneda divizionară a mărcii germane.